# Теректински хребет
Теректѝнският хребет (на руски: Теректинский хребет) е среднопланински хребет в централната част на планината Алтай, разположен в южната част на Република Алтай, Русия. Простира се от запад-северозапад на изток-югоизток на протежение около 120 km между долините на реките Катун (лява съставяща на Об) на юг, изток и североизток, левите ѝ притоци Кокса на югозапад и Урсул на север и Чариш (ляв приток на Об) и притокът му Ябаган на запад и северозапад. На запад чрез Кирликския проход се свързва с Коргонския хребет, а на север чрез Ябоганския проход (1492 m) – със Семинския хребет. Максимална височина 2926 m (50°14′41″ с. ш. 86°29′23″ и. д. / 50.244722° с. ш. 86.489722° и. д.), разположена в крайната му югоизточна част. Изграден е основно от кристалинни шисти и ефузивни скали. От него водят началото си малки, къси и бурни реки леви притоци на Катун (Голям Яломан, Голям Илгумен, Урсул и др.), леви притоци на Кокса (Абай, Тюгурюк и др.) и десни притоци на Урсул (Каерлик, Каракол и др.). Северните му склонове са обрасли с гори от кедър, лиственица и ела, а южните – само от лиственица. Над 2000 m има участъци с храстовидни брези и върби, а билната част е заета от алпийски пасища и планинска тундра. 